# Olympic Council of Ireland
Olympic Council of Ireland (iriska: Comhairle Oilimpeach na hÉireann) är den nationella olympiska kommittén för Republiken Irland. Efter Irlands delning och bildandet av Irländska fristaten 1922, erkände Internationella olympiska kommittén Irland som en oberoende nation och 1924 kunde man för första gången skicka en egen trupp till de olympiska sommarspelen i Paris. Organisationen förklarar sin roll som att förbättra och ge de bästa förutsättningarna för det nationella laget Team Ireland vid de olympiska spelen, samt att utveckla den olympiska rörelsen i Irland.
Lord Killanin, tidigare journalist och bland annat ledamot av det brittiska överhuset, bosatte sig efter andra världskriget på Irland och blev 1950 ordförande för organisationen, en post han sedan bibehöll fram till 1973. Under hans ledning bytte organisationen namn från "Irish Olympic Council" till det nuvarande "Olympic Council of Ireland", vilket bland annat gav en mer direkt koppling mellan namnet på organisationen och vad man ansåg sig representera.  Från 1956 ändrades också, efter en överenskommelse mellan Killanin och IOK-ordföranden Brundage, den landsbeteckning som det nationella laget tävlade under vid olympiska spel från "Republic of Ireland" till "Ireland". Lord Killanin invaldes 1952 även i Internationella olympiska kommittén, och från 1972 till 1980 var han dess ordförande.

## Nordirlands roll

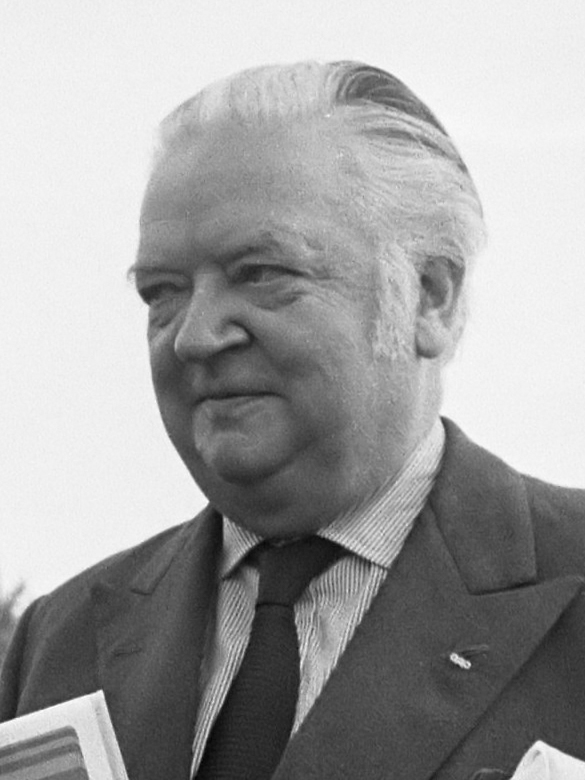
Lord Killanin, ordförande för Internationella olympiska kommittén och tidigare ordförande för Olympic Council of Ireland, 1976.

Som nationell olympisk kommitté bär man ansvaret för den olympiska rörelsen i Republiken Irland, och ansvaret för den andra delen av ön bärs av British Olympic Association, som är nationell olympisk kommitté för Storbritannien och Nordirland. Det finns dock en överenskommelse mellan Olympic Council of Ireland och British Olympic Association om att enskilda idrottare födda i Nordirland som kvalificerar sig för os-deltagande kan låta sig väljas av endera kommittén för att ställa upp och tävla antingen för Team GB eller för Team Ireland. Detta är också i enlighet med Internationella olympiska kommitténs regler, eftersom de som föds i Nordirland inte bara får brittiskt medborgarskap, utan de har också enligt republikens konstitution rätt till irländsk nationalitet och irländskt medborgarskap.
Paddy Barnes, född 1987 i Belfast, Nordirland tog medalj i boxning vid sommarspelen både i London 2012 och i Peking 2008 för Irland. Även vid Samväldesspelen i Glasgow 2014 och i New Delhi 2010 tog han medalj, men då som representant för Nordirland.
Olympic Council of Ireland är också ansvarigt för de irländska nationella idrottsförbunden i de olympiska sporterna. Det är inte alldeles ovanligt att icke-statliga organisationer eller religiösa samfund på Irland inte följer den folkrättsligt rådande indelningen mellan staterna Republiken Irland och Förenade konungariket Storbritannien och Nordirland, utan istället är organiserade för att omfatta hela ön. Exempelvis bedrivs rugby union inom en all-irländsk organisation, vilket bland annat medför att Irlands herrlandslag i rugby union representerar ön Irland (engelska: All-Ireland) i landskamper mot andra nationer. Då sjumannarugby kommer att vara representerat som en gren vid de olympiska sommarspelen 2016 innebär det att stödet från Olympic Council of Ireland även kommer rugbyn i Nordirland till del.
Olympic Council of Ireland framhåller ibland att deras roll är att utveckla och stödja den olympiska rörelsen på ön Irland, men inflytandet utanför Republiken Irlands gränser är ofta indirekt eller i enlighet med den befintliga överenskommelsen med British Olympic Association om nationell representation för tävlande från Nordirland. Intrycket av att Team Ireland skulle representera hela ön förstärktes dock närmast av att fler deltagare från Nordirland vid olympiska sommarspelen i London 2012 valde att tävla under irländsk flagg istället för brittisk. Viss kritik har också riktats mot att den brittiska kommittén använder namnet Team GB, vilket allt för ensidigt skulle fokusera på enbart Storbritannien, medan det officiellt rör sig om Storbritannien och Nordirlands olympiska lag (engelska: Great Britain and Northern Ireland Olympic Team).